# Lee Garmes
Lee Garmes, ASC (27 de mayo de 1898 - 31 de agosto de 1978) fue un director de fotografía estadounidense. Durante su carrera, trabajó con los directores Howard Hawks, Max Ophüls, Josef von Sternberg, Alfred Hitchcock, King Vidor, Nicholas Ray y Henry Hathaway, a quienes conoció de joven cuando llegaron por primera vez a Hollywood en la era del cine mudo. También codirigió dos películas con el legendario guionista Ben Hecht: Angels Over Broadway y Actor's and Sin .

## Biografía y carrera
Nacido en Peoria, Illinois, Garmes llegó por primera vez a Hollywood en 1916. Su primer trabajo fue como asistente en el departamento de pintura en Thomas H. Ince Studios, pero pronto se convirtió en asistente de cámara antes de graduarse como camarógrafo a tiempo completo. Sus primeras películas fueron cortos de comedia, y su carrera no despegó completamente hasta la introducción del sonido . 
Garmes estuvo casado con la actriz de cine Ruth Hall desde 1933 hasta su muerte en 1978. Está enterrado en el cementerio Grand View Memorial Park en Glendale, California . 
Garmes fue uno de los primeros defensores de la tecnología del video, que defendió desde 1972. Ese año, Technicolor lo había contratado para fotografiar el cortometraje Why, cuyo objetivo era probar si el video era una tecnología viable para filmar largometrajes. 
Según la revista American Cinematographer , "Aunque oficialmente no acreditado, Lee Garmes fotografió una porción considerable de Lo que el viento se llevó .  Muchos consideran la famosa secuencia del patio de ferrocarril entre sus mejores logros cinematográficos".

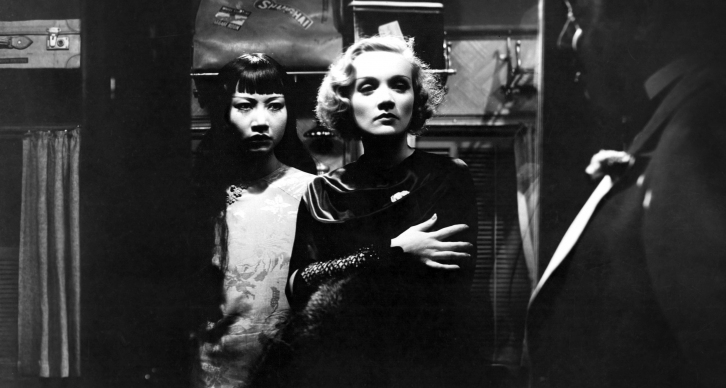
Shanghai Express (film) 1932 Josef von Sternberg, director L to R Anna May Wong, Marlene Dietrich

Garmes fue uno de los muchos veteranos de Hollywood de la era silenciosa entrevistados por Kevin Brownlow para la serie de televisión Hollywood (1980).

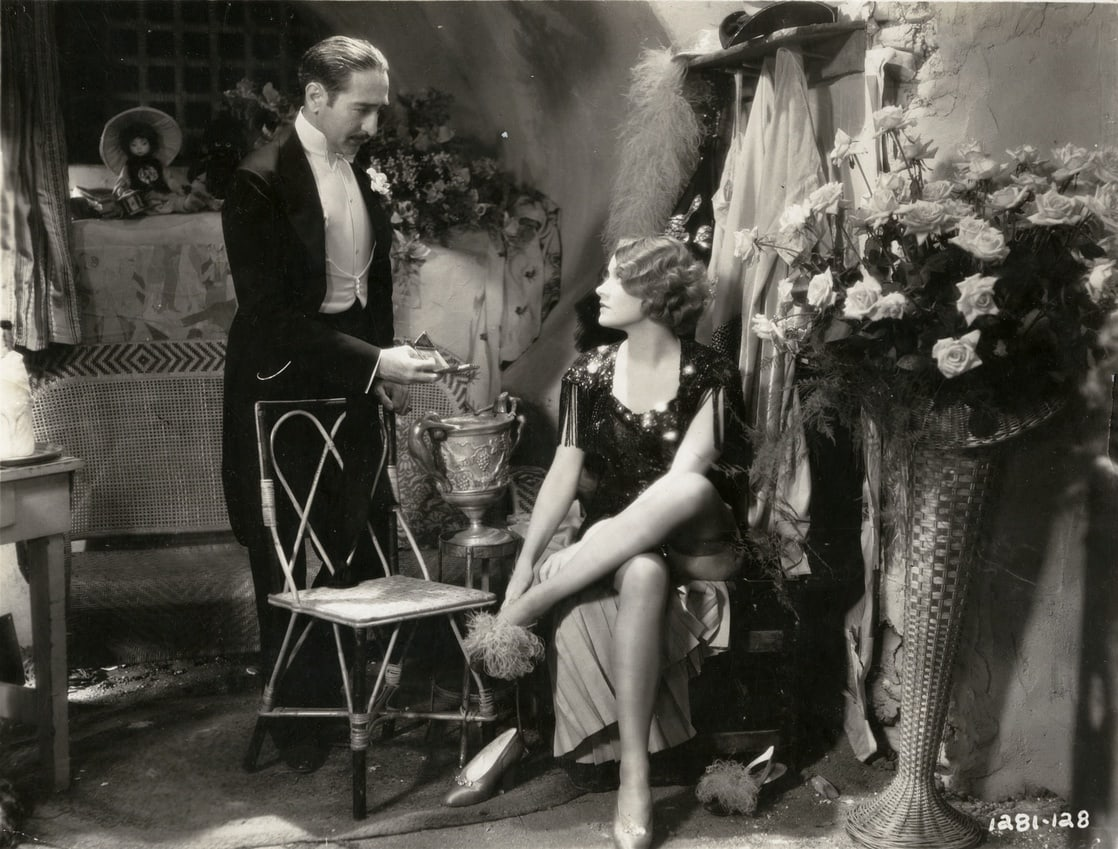
Morocco (film) 1930. Josef von Sternberg, director. Adolphe Menjou, Marlene Dietrich

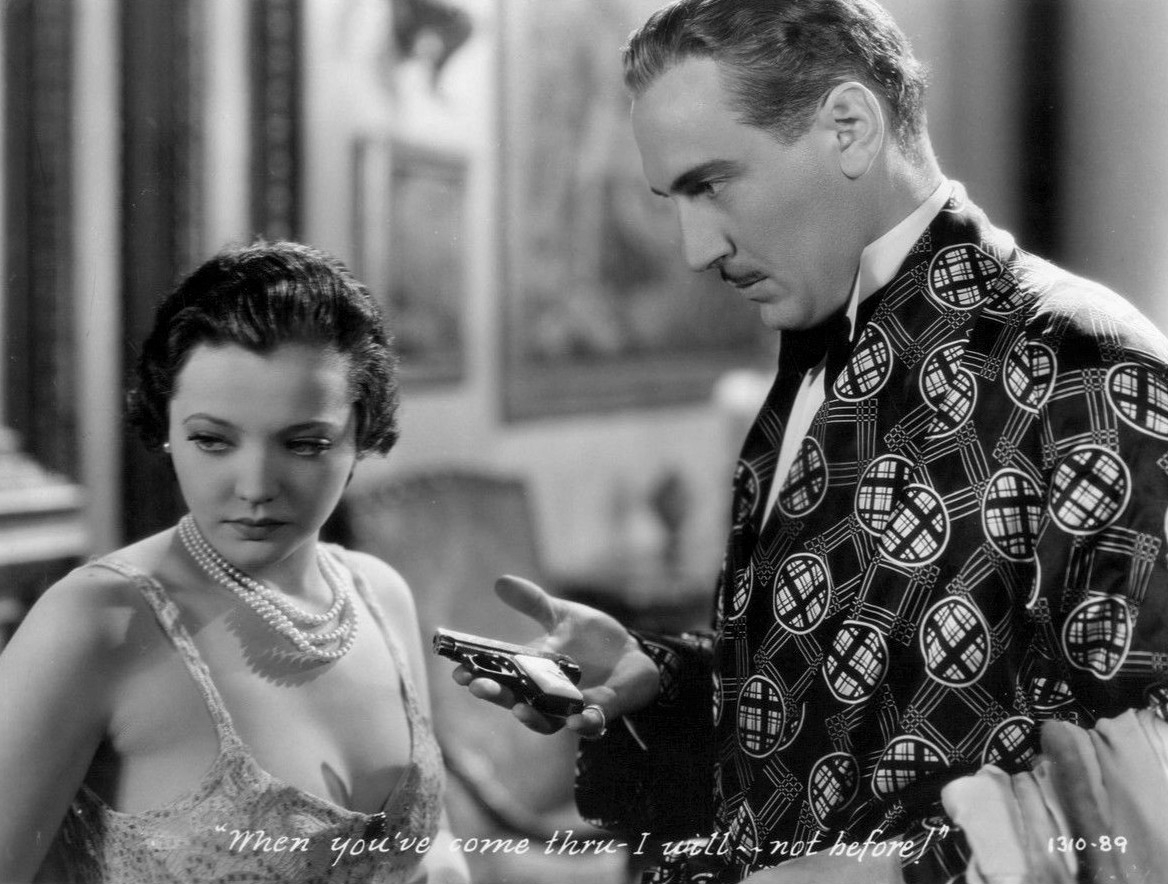
Sylvia Sidney Paul Lukas City Streets

## Reconocimientos
Ganador

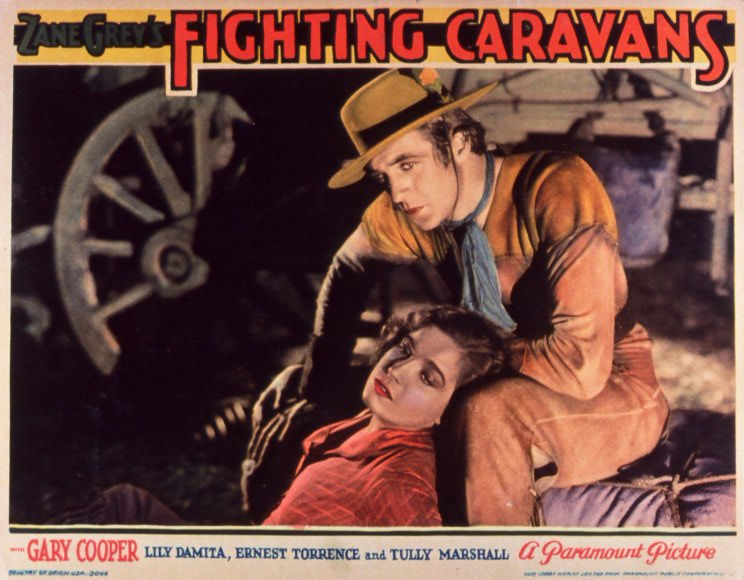
Fighting caravans poster

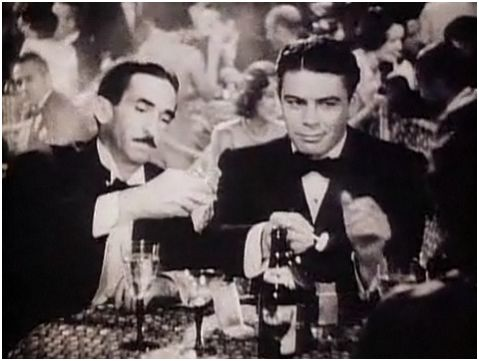
Scarface 1932

- Premios de la Academia : Oscar , Mejor fotografía, para Shanghai Express; 1933.
- Dos veces recibió el premio Eastman Kodak.

Nominaciones

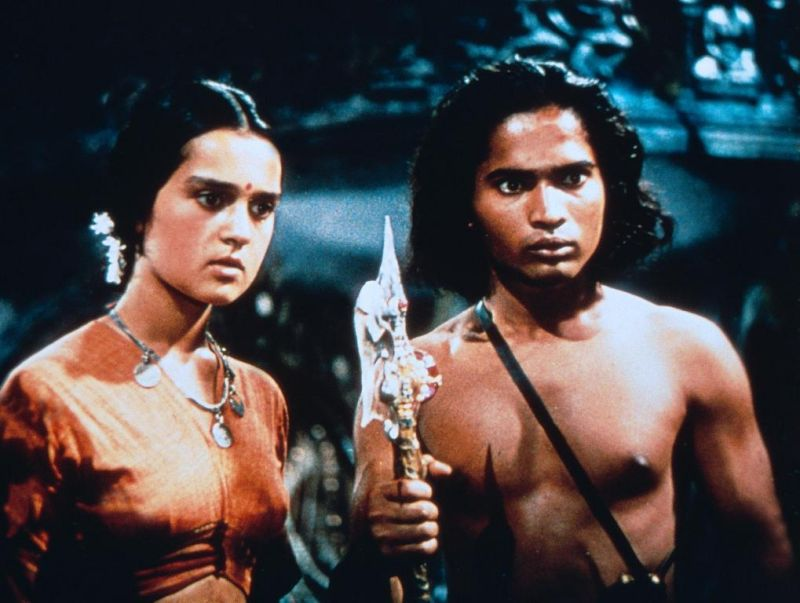
The Jungle Book 1942

- Premios de la Academia: Oscar, Mejor Fotografía, para Marruecos ; 1931.

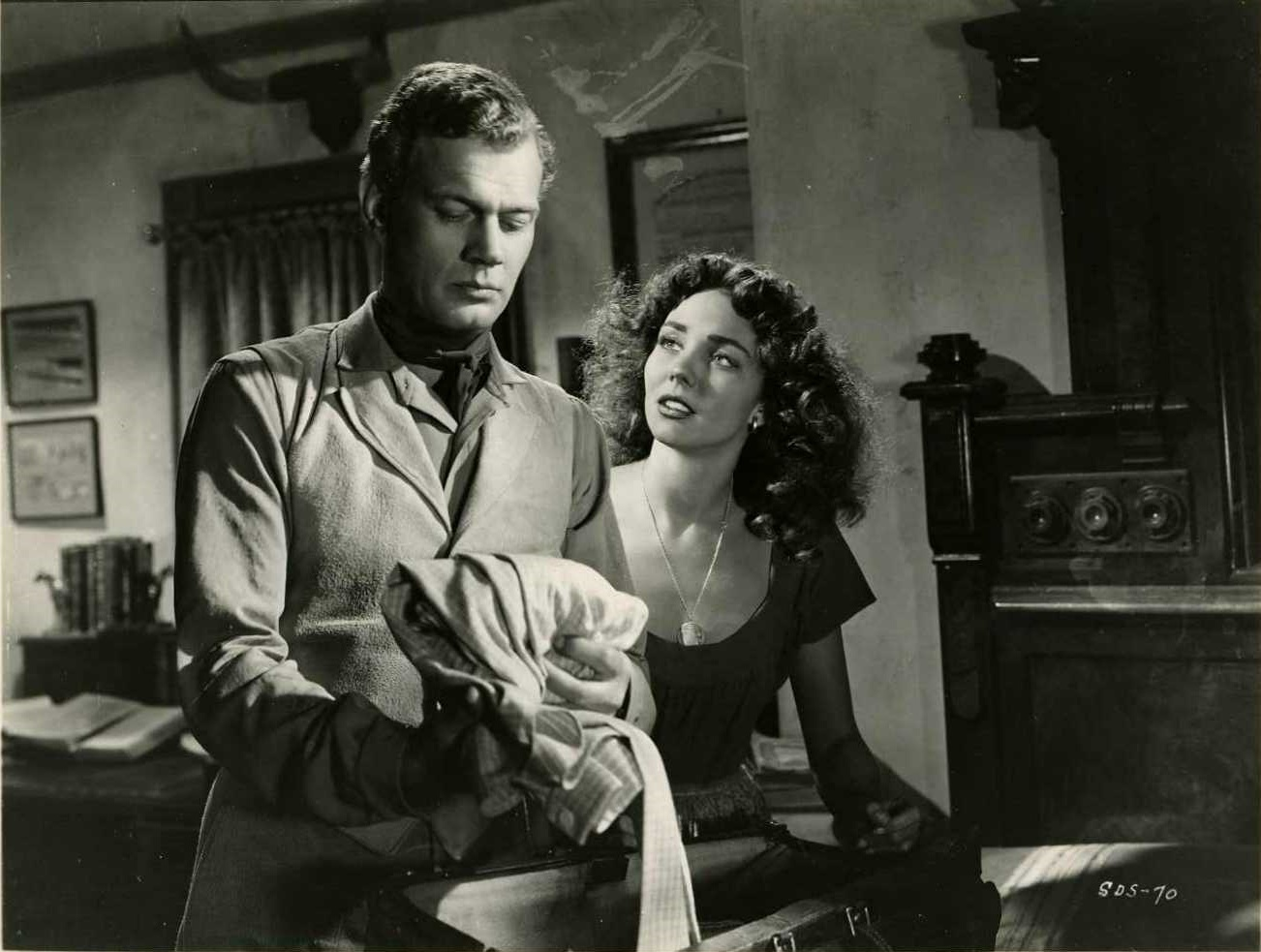
Cotten y Jones en Duelo al sol. 1946

- Premios de la Academia: Oscar, Mejor Fotografía, para Desde que te fuiste; 1945.  Compartido con: Stanley Cortez .
- Premios de la Academia: Oscar, Mejor Fotografía, por The Big Fisherman ; 1960.

## Filmografía
- The Hope Chest (1918)
- I'll Get Him Yet (1919)
- Nugget Nell (1919)
- Out of Luck (1919)
- Fighting Blood (1923)
- The Lighthouse by the Sea (1924)
- The Telephone Girl (1924)
- Find Your Man (1924)
- Keep Smiling (1925)
- Goat Getter (1925)
- The Pacemakers (1925)
- Crack o' Dawn (1925)
- Fígaro en sociedad (A Social Celebrity, 1926)
- The Popular Sin (1926)
- La niña de Florida (The Palm Beach Girl, 1926)
- The Show-Off (1926)
- The Carnival Girl (1926)
- La gran duquesa y el camarero (The Grand Duchess and the Waiter, 1926)
- The Garden of Allah (1927)
- La vida privada de Helena de Troya (The Private Life of Helen of Troy, 1927)
- El mercado del amor (The Love Mart, 1927)
- Rosa de California (Rose of the Golden West, 1927)
- Waterfront (1928)
- Sin escudo ni blasón (Yellow Lily, 1928)
- El barquero / El pregonero (The Barker, 1928)
- The Little Shepherd of Kingdom Come (1928)
- His Captive Woman (1929)
- Cantaré para ti / La voz del corazón (Say It With Songs, 1929)
- Love and the Devil (1929)
- The Great Divide (1929)
- Disraeli (1929)
- Prisoners (1929)
- Marruecos (Morocco, 1930)
- Al día siguiente / Lo quiso el destino (The Other Tomorrow, 1930)
- Lilies of the Field (1930)
- Whoopee! (1930)
- Bright Lights (1930)
- Spring Is Here (1930)
- Song of the Flame (1930)
- Las calles de la ciudad (City Streets, 1931)
- Fatalidad (Dishonored, 1931)
- Una tragedia humana (An American Tragedy, 1931)
- Confessions of a Co-Ed (1931)
- Kiss Me Again (1931)
- Camino del Oeste (Fighting Caravans, 1931)
- Salvaje / Sangre rebelde (Call Her Savage, 1932)
- El expreso de Shanghai (Shanghai Express, 1932)
- Extraño interludio (Strange Interlude, 1932)
- Caracortada / Scarface, el terror del hampa (Scarface, 1932)
- El amor no muere / La llama etrna (Smilin' Through, 1932)
- De cara al cielo (Face in the Sky, 1933)
- Mis labios engañan (My Lips Betray, 1933)
- Huérfanos en Budapest (Zoo in Budapest, 1933)
- La locura de Shanghai (Shanghai Madness, 1933)
- George White's Scandals of 1934 (1934)
- Crime Without Passion (1934)
- The Nephew of Paris (1934)
- Yo soy Susana (I Am Suzanne, 1934)
- Once in a Blue Moon (1935)
- Dreaming Life (1935)
- The Scoundrel (1935)
- Miss Bracegirdle Does Her Duty (1936)
- La dama del dominó verde (The Lilac Domino, 1937)
- Labios soñadores (Dreaming Lips, 1937)
- The Sky's the Limit (1938)
- Lo que el viento se llevó (Gone with the Wind, 1939)
- El libro de la selva (Jungle Book, 1942)
- Lydia (1941)
- Infierno en la tierra (China Girl, 1942)
- Footlight Serenade (1942)
- Aventuras de Jack London (Jack London, 1943)
- Stormy Weather (1943)
- Ahora y siempre / Por siempre jamás / Siempre y un día (Forever and a Day, 1943)
- Adiós amor mío / Encuentro en el Pacífico (Flight for Freedom, 1943)
- Semilla de odio (Guest in the House, 1944)
- Desde que te fuiste (Since You Went Away, 1944)
- Nadie escapará (None Shall Escape, 1944)
- Paris no muere / ...Y amaneció (Paris Underground, 1945)
- Cartas a mi amada (Love Letters, 1945)
- Esclava de un recuerdo (Young Widow, 1946)
- Duelo al sol (Duel in the Sun, 1946)
- The Searching Wind (1946)
- El espectro de la rosa (Specter of the Rose, 1946)
- La vida secreta de Walter Mitty (The Secret Life of Walter Mitty, 1947)
- Agonía de amor / El caso Paradine (The Paradine Case, 1947)
- El callejón de las almas perdidas (Nightmare Alley, 1947)
- El luchador de Kentucky (The Fighting Kentuckian, 1949)
- Roseanna McCoy (1949)
- Mi loco corazón (My Foolish Heart, 1949)
- Atrapados (Caught, 1949)
- Vida de mi vida (Our Very Own, 1950)
- Mi amiga Irma va al Oeste (My Friend Irma Goes West, 1950)
- Brigada 21 / Historia de un detective / La antesala del infierno (Detective Story, 1951)
- El héroe / El ídolo (Saturday's Hero, 1951)
- ¡Ay que hijo! /Ese es mi chico (That's My Boy, 1951)
- Actor's and Sin (1952)
- La ciudad cautiva (The Captive City, 1952)
- Hombres errantes / La mujer codiciada (The Lusty Men, 1952)
- Territorio prohibido (Outlaw Territory aka Hannah Lee: An American Primitive, 1953)
- Tempestad en Oriente / Torres negras (Thunder in the East, 1953)
- Abdulla el Grande (Abdulla the Great, 1954)
- Horas desesperadas (The Desperate Hours, 1955)
- Armado hasta los dientes / Con sus mismas armas (Man With the Gun, 1955)
- Tierra de faraones (Land of the Pharaohs, 1955)
- Barreras de orgullo (The Bottom of the Bottle, 1956)
- Costa de tiburones (The Sharkfighters, 1956)
- 6 de junio: Día D (D-Day the Sixth of June, 1956)
- Noche en La Habana (The Big Boodle, 1956)
- Ninca ames a un extraño (Never Love a Stranger, 1958)
- Happy Anniversary (1959)
- El gran pescador / El pescador de Galilea (The Big Fisherman, 1959)
- Misty (1961)
- Cuando se tienen veinte años (Hemingway's Adventures of a Young Man1962)
- Ten Girls Ago (1962)
- Una mujer atrapada (Lady in a Cage, 1964)
- El destino también juega (A Big Hand for the Little Lady, 1966)
- Cómo salvar un matrimonio (How to Save a Marriage and Ruin Your Life, 1968)
- Why (1972)

 Fuentes:

## Premios y distinciones
Premios Óscar
| Año  | Categoría                          | Película                                                      | Resultado |
| ---- | ---------------------------------- | ------------------------------------------------------------- | --------- |
| 1933 | Mejor fotografía                   | El expreso de Shanghai (Shanghai Express)                     | Ganador   |
| 1945 | Mejor fotografía en blanco y negro | Desde que te fuiste (Since You Went Away)                     | Nominado  |
| 1960 | Mejor fotografía - Color           | El gran pescador / El pescador de Galilea (The Big Fisherman) | Nominado  |